# Andrzej Włodzimierzowic
Andrzej Włodzimierzowic, zwany Dobry (ros. Андре́й Влади́мирович; ur. 11 sierpnia 1102, zm. 22 stycznia 1141 roku) – książę wołyński od ok. 1119 do1135, książę perejasławski od 1135 roku do śmierci.
Był ostatnim synem Włodzimierza II Monomacha z jego drugiego małżeństwa z żoną o nieznanym imieniu. Jego braćmi przyrodnimi byli m.in. Mścisław I Harald, Jaropełk II, Światosław Włodzimierzowic, a rodzonym bratem – Jerzy Dołgoruki.
W 1119 roku ojciec nadał mu księstwo wołyńskie po śmierci starszego brata Romana Włodzimierzowica i wygnaniu konkurenta Jarosława Światopełkowicza, syna Światopełka II Michała. Młody książę długo jednak musiał mierzyć się z konkurentem. Jarosław wzywał na pomoc Polaków, Węgrów i Czechów, lecz zginął w oblężeniu w 1123 roku. Andrzej okazał się ostatnim księciem całego Wołynia, po nim dominium to definitywnie podzieliło się na część wschodnią i zachodnią.
W 1134 roku książę Izjasław II Pantelejmon został przez wielkiego księcia kijowskiego Jaropełka II pozbawiony księstwa perejasławskiego. W ramach odwetu sprzymierzył się z Jerzym Dołgorukim, któremu obiecał Perejasław; sam chciał uzyskać nowe ziemie. Odebrał on Andrzejowi Wołyń, ale dotychczasowemu księciu wołyńskiemu udało się przejąć księstwo perejasławskie walcząc przeciw Wsiewołodowi II Olegowiczowi. Znaczną część księstwa kontrolował jednak Jerzy. Wsiewołod II nadał swemu wygnanemu z Nowogrodu Wielkiego bratu Światosławowi Olegowiczowi Kursk i obiecał Perejasław. Światosław rozpoczął z Andrzejem walkę o ziemię perejasławską, którą przegrał. Wkrótce jednak Andrzej zmarł. Został pochowany w cerkwi św. Michała w Perejasławiu, a władza nad tym księstwem przeszła na Izjasława II.
W 1117 poślubił nieznaną z imienia księżniczkę Połowców, wnuczkę chana Tugora. Doczekał się z nią czwórki dzieci:
- Wiaczesława;
- Włodzimierza (zm. 1170), księcia Dorogobuża;
- Jaropełka;
- NN córki (przed 1141-przed 1176), żony księcia czernihowskiego Światosława Olegowicza, syna Olega Michała